# Omomiłek rajski
Omomiłek rajski (Cantharis flavilabris) – gatunek chrząszcza z rodziny omomiłkowatych i podrodziny Cantharinae.

## Taksonomia
Gatunek ten opisany został po raz pierwszy w 1792 roku przez Johana Christiana Fabriciusa pod nazwą Cantharis fulvicollis, jednak została ona użyta już wcześniej, w 1763 roku przez Giovanniego Antonia Scopoliego, stąd za ważną uznaje się jednak nadaną w 1807 roku przez Carla Fredrika Falléna nazwę Cantharis flavilabris.

## Morfologia
Chrząszcz o wydłużonym ciele długości od 5 do 7,5 mm. Głowę ma przed oczami pomarańczową, a za oczami czarną. Nasadowe człony czułków są żółtopomarańczowe, dalsze zaś brunatne do czarnych. Przedplecze jest szersze niż dłuższe, o wypukłej krawędzi przedniej, zaokrąglonych kątach przednich, zaokrąglonych brzegach bocznych i niewystających kątach tylnych. Bywa ono jednolicie pomarańczowe, czerwonopomarańczowe z ciemną plamą środkową lub brunatnoczarne do czarnego z ciemnoczerwonymi plamami. Kolor tarczki jest czarny. Pokrywy są czarne, porośnięte jednorodnym owłosieniem. Odwłok ma podstawę pośrodku przyciemnioną.

## Ekologia i występowanie

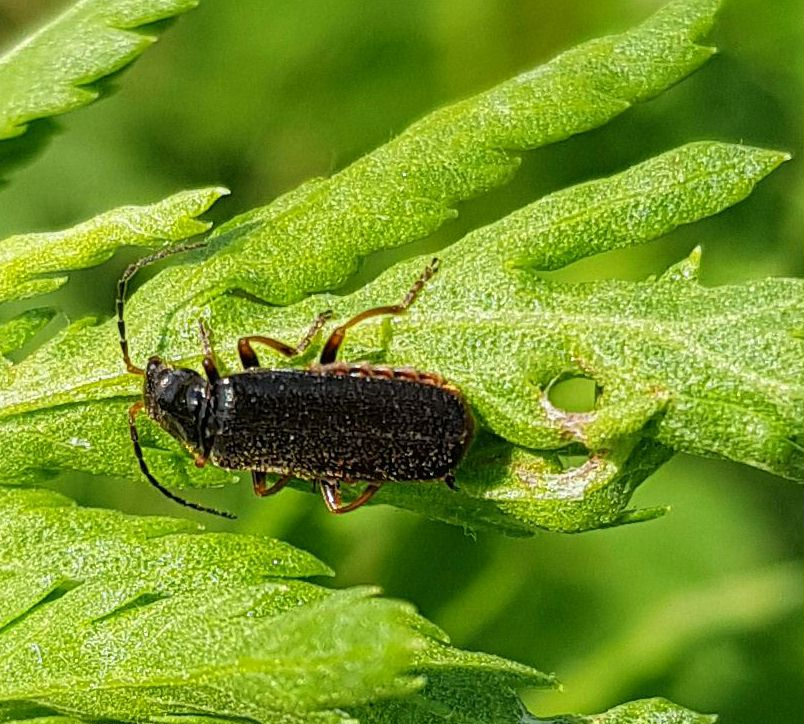
Imago na roślinie

Owad ten zasiedla wilgotne łąki i polany, torfowiska, pobrzeża wód i skraje lasów. Występuje od nizin po dolny górskie, osiągając rzędne 2500 m n.p.m. Osobniki dorosłe obserwuje się od czerwca (sporadycznie od maja) do lipca lub początku sierpnia, przy czym szczyt pojawu przypada zwykle na początek lipca. Żerują na pyłku kwiatowym selerowatych oraz drobnych owadach, w tym mszycach. Samice składają do 214 jaj, przy czym średnio jest ich 124. W temperaturze 19 °C rozwój zarodkowy trwa 11 dni. Po nim następują dwa stadia przedlarwalne, trwające odpowiednio 1 i 3,5 doby. Larwy są drapieżne.
Gatunek palearktyczny. W Europie znany jest z Irlandii, Francji, Belgii, Niemiec, Austrii, Włoch, Estonii, Litwy, Polski, Czech, Słowacji, Węgier, Białorusi, Ukrainy, Grecji oraz europejskiej części Rosji. Na zachód dociera do Pirenejów, a na północ do Karelii. W Azji notowany jest z Turcji, Armenii, Kaukazu Północnego oraz Syberii – obwodu tomskiego, Kraju Krasnojarskiego i Jakucji.